# من سيتجول في حديقتي
من سيتجول في حديقتي هو عنوان مختارات شعرية للشاعر الإسباني خوان رامون خمينث،الحائز على جائزة نوبل في الأدب سنة 1956.صدرت الترجمة العربية عن دار سنابل للكتاب بالقاهرة عام 2008، بترجمة الشاعر العراقي المقيم في إسبانيا عبد الهادي سعدون، الذي قام باختيار وترجمة وتقديم القصائد.

## محتوى الكتاب
يضم الكتاب ثمانين قصيدة مختارة من بين أكثر من أربعين ديوانًا شعريًا أصدرها خمينث خلال حياته، إضافة إلى نصوص نثرية وكتب نقدية. وتغطي هذه المختارات مراحل مختلفة من مسيرته الشعرية، من البدايات المتأثرة بالرمزية والمودرنيزم، إلى قصائد كتبها في سنواته الأخيرة، مما يمنح القارئ نظرة شاملة على عالمه الشعري وتطوراته.وقد حرص المترجم على أن تكون الترجمة بمثابة "قراءة شعرية" تمثل تنوع التجربة الجمالية لدى الشاعر، وتنقل أساليبه اللغوية والصورية، دون أن تنفصل عن خلفيته الثقافية والروحية.

## أهمية الكتاب
يمثل ديوان من سيتجول في حديقتي أول مختارات شعرية تصدر بالعربية لهذا الشاعر، بخلاف ترجمات جزئية أو نثرية سابقة مثل أنا وحماري. ويمثل الكتاب نافذة هامة على واحد من أبرز شعراء القرن العشرين باللغة الإسبانية، الذي أثر بأسلوبه الرقيق والمتأمل في أجيال من الشعراء الإسبان واللاتينيين.